# Blessed & Possessed
Blessed & Possessed (с англ. — «Благословенные и одержимые») — шестой студийный альбом немецкой пауэр-метал группы Powerwolf, выпущенный 17 июля 2015 года на Napalm Records.
Альбом был записан в студии Fredman в Гётеборге, в Швеции, и был выпущен Фредриком Нордстремом.

## Список композиций
| №                   | Название              | Длительность |
| ------------------- | --------------------- | ------------ |
| 1.                  | «Blessed & Possessed» | 4:42         |
| 2.                  | «Dead Until Dark»     | 3:49         |
| 3.                  | «Army of the Night»   | 3:21         |
| 4.                  | «Armata Strigoi»      | 3:59         |
| 5.                  | «We Are the Wild»     | 3:41         |
| 6.                  | «Higher Than Heaven»  | 3:30         |
| 7.                  | «Christ & Combat»     | 3:39         |
| 8.                  | «Sanctus Dominus»     | 3:22         |
| 9.                  | «Sacramental Sister»  | 4:36         |
| 10.                 | «All You Can Bleed»   | 3:44         |
| 11.                 | «Let There Be Night»  | 7:19         |
| Общая длительность: | Общая длительность:   | 45:42        |

| №   | Название                                   | Длительность |
| --- | ------------------------------------------ | ------------ |
| 1.  | «Touch of Evil» (Judas Priest cover)       | 5:40         |
| 2.  | «Conquistadores» (Running Wild cover)      | 4:45         |
| 3.  | «Edge of Thorns» (Savatage cover)          | 6:00         |
| 4.  | «Power and Glory» (Chroming Rose cover)    | 4:54         |
| 5.  | «Out in the Fields» (Gary Moore cover)     | 4:16         |
| 6.  | «Shot in the Dark» (Ozzy Osbourne cover)   | 4:11         |
| 7.  | «Gods of War Arise» (Amon Amarth cover)    | 5:53         |
| 8.  | «The Evil That Men Do» (Iron Maiden cover) | 4:31         |
| 9.  | «Headless Cross» (Black Sabbath cover)     | 6:09         |
| 10. | «Night Crawler» (Judas Priest cover)       | 5:42         |

## Участники записи
- Аттила Дорн — вокал
- Мэтью Грейвольф — гитара
- Чарльз Грейвулф — гитара, бас-гитара
- Роэл Ван Хэйден — ударные, перкуссия
- Фальк Мария Шлегель — клавишные, орган

## Позиции в чартах
| Чарты (2015)                  | Высшая Позиция |
| ----------------------------- | -------------- |
| Венгрия (MAHASZ)              | 26             |
| Германия (Offizielle Top 100) | 3              |